# Павловський Мефодій Іванович
Павловський Мефодій Іванович (*20 червня 1876, с. Ботвинівка Уманського повіту Київської губернії (тепер Христинівська міська громада Уманського району Черкаської області) — †1957) — український журналіст, головний редактор газети «Рада» (1907–1913).

## Біографія
Народився 20 червня 1876 року в селі Ботвинівка Уманського повіту Київської губернії (тепер Христинівська міська громада Уманського району Черкаської області) у родині священника Івана Савовича і Ганни Автономової Павловських. На той час його батько був приходським священником Іоанно-Богословської церкви (с. Ботвинівка). Пізніше родина Павловських була переведена у село Лісовичі Таращанського повіту Київської губернії, де Іван Савович був священником церкви Різдва Пресвятої Богородиці.
Навчався у Богуславському духовному училищі, яке закінчив 1891 р. У 1897 році закінчив Київську духовну семінарію за ІІ розрядом успішності. З 1898 по 1900 рр. учителював у двокласній школі при Воскресенській школі в Києві. 
1904 року одружився з сестрою Вадима Михайловича Щербаківського - Євгенією. У 1907 році у подружжя народився син Вадим.
З 1905-1906 рр. працював секретарем газети «Громадська думка», пізніше редактором газети «Рада» (1906 - 1909, 1912 рр.). Також був діяльним співробітником С. Єфремова у видавництві «Вік».
У жовтні 1943 року виїхав за кордон.

## Творчість
Багато друкував статей з мистецького життя України (уживав понад 60 криптонімів і псевдонімів), історії кооперативного руху. Очевидно М. Павловському належить і переклад роману Г. Мачтета «І один у полі воїн» (К.: Сяйво, 1929. — 168 с.). Він також зібрав і видав збірку українських народних пісень під пседонімом М. Лісовицький. Автор спогаду «Хорові подорожі Лисенка».
За радянського часу працював у різних установах, в останні роки життя — у друкарні Видавництва Академії наук України.
Деякі праці:
- Павловський М. Перша київська етнографічна вистава // Нова громада. — № 3. — С. 92-100
- Павловський М. Гребінка Є. Українські твори. — К.: Вік, 1906. — 93 с. // Нова громада. — № 6. — С. 162
- Павловський М. Популярно-наукові книжки за 1905 рік, видані в Росії: «Про холеру» М. Левицького, «Як ми боронились од холери» Г. Коваленка, «У дитини головка болить — у матері серце» Задьори, «Під землею» та «Оборонець покривджених» М. Загірньої, «Серед виноградарів Південної Франції» С. Русової, «Мале та розумне» П. Е., «Найважніші хазяйські справи» Сусіди // Нова громада. — № 11. — С. 148-151